# Acanthocephaloides geneticus
Acanthocephaloides geneticus is een soort haakworm uit het geslacht Acanthocephaloides. De worm behoort tot de familie Arhythmacanthidae. Acanthocephaloides geneticus werd in 1985 beschreven door I. de Buron, F. Renaud & L. Euzet.